# Olios scepticus
Olios scepticus là một loài nhện trong họ Sparassidae.
Loài này thuộc chi Olios. Olios scepticus được Ralph Vary Chamberlin miêu tả năm 1924.